# Делунијева триангулација
У математици и рачунарској геометрији, Делунијева триангулација за дати скуп дискретних тачака {\displaystyle P} у општем положају је триангулација {\displaystyle DT(P)} таква да ниједна тачка у {\displaystyle P} није унутар описаног круга било ког троугла у {\displaystyle DT(P)}. Делунијеве триангулације максимизирају минимални угао свих углова троуглова у триангулацији; при томе се избјегавају троуглови са два веома оштра угла. Триангулација је добила име по Борису Делунију за његов рад на на ову тему из 1934. године.
За скуп тачака на истој правој не постоји Делунијева триангулација. За четири или више тачаке на истој кружници (нпр. темена правоугаоника) Делунијева триангулација није јединствена: обе могуће триангулације које деле четвороугао на два троугла задовољавају „Делунијев услов“, тј. захтев да описани кругови свих троуглова имају празну унутрашњост.
Разматрањем ограничених сфера, појам Делунијеве триангулације протеже се на три и више димензија. Могуће су генерализације и за метрике које нису еуклидске. Међутим, у овим случајевима није загарантовано да постоји или може бити јединствена Делунијева триангулација.